# حزب دموکراتیک (قبرس)
حزب دموکرات (Δημοκρατικό Κόμμα) حزبی سیاسی لیبرال در قبرس است.
حزب در سال ۱۹۷۶ توسط اسپیروس کیپرینو (Spyros Kyprianou) تأسیس شد.
رهبر حزب تاسوس پاپادوپولوس (Tassos Papadopoulos) است. در انتخابات ریاست جمهوری ۲۰۰۲ نامزد حزب، تاسوس پاپادوپولوس، با کسب ۲۱۳ ۳۵۳ رای (۵۱.۵%) برنده شد.
سازمان جوانان حزب ΝΕΔΗΚ است.
در انتخابات مجلس ۲۰۰۶ حزب ۷۵ ۴۵۸ رای (۱۷.۹%, ۱۱ کرسی) دریافت کرد. کرسی در مجلس اروپا دارد. ۱ کرسی در مجلس اروپا دارد.